# Joachim Ringleben
Joachim Ringleben (Flensburgo, 24 luglio 1945) è un teologo, insegnante e abate tedesco.

## Biografia
Joachim Ringsleben ha studiato teologia evangelica e filosofia e si è laureato nel 1974 in qualità di dottore (esperto) della teologia protestante. Nel 1981 divenne professore di teologia sistematica.
Nel 1984 Ringleben è stato professore ordinario di teologia sistematica presso l'Università di Göttingen.
Nel 2000 è stato chiamato al monastero di Bursfelde come abate,  succedendo a Perlitt Lothar.